# Maxime Hérold

a Compétitions nationales et continentales officielles uniquement.

b Matchs officiels uniquement.
Maxime Hérold, né le 9 septembre 1989 à Paris, est un joueur de rugby à XIII français évoluant au poste de pilier ou de talonneur. Il évolue depuis ses débuts à Limoux devenant capitaine de l'équipe. Il a remporté avec ce club deux titres de Championnat de France en 2016 et 2017.

## Biographie
Il fait ses premiers en rugby à XIII dans le club de Paris-Châtillon avec son frère Christopher. Ce dernier a ensuite évolué à Limoux et Toulouse olympique. Son père, Jean-Michel Hérold, jouait au poste de deuxième à Paris-Châtillon. Maxime Hérold a pour partenaire à Paris-Châtillon Théo et Arthur Gonzalez-Trique. Il rejoint en cadet Limoux et joue au côté de Valentin Dominguez où il y est entraîné par Jean-Luc Delarose puis Patrick Limongi. International cadet au côté de Mathias Pala, il l'est également en junior avec Guillaume Bonnet, Éloi Pélissier et William Barthau. Il est retenu dans la liste des vingt-quatre joueurs sélectionnés pour disputer la Coupe du monde 2017, il est l'un des deux Limouxins retenus avec Mickaël Rouch.
Titulaire d'un BTS d'opticien, il est dans la vie opticien lunetier à Carcassonne chez Optic 2000,.

## Palmarès
- Vainqueur du Championnat de France : 2016 et 2017 (Limoux).
- Vainqueur de la Coupe de France : 2008 (Limoux)
- Finaliste du Championnat de France : 2018 et 2022 (Limoux).
- Finaliste de la Coupe de France : 2009, 2010, 2013, 2016 et 2018 (Limoux).

### Détails en sélection
| 1. | 22 mai 2015      | Serbie     | 68-8  | Amical         | Pilier     | 4 | 1 | - | - |
| 2. | 13 octobre 2017  | Jamaïque   | 34-12 | Amical         | Pilier     | 0 | - | - | - |
| 3. | 3 novembre 2017  | Australie  | 6-52  | Coupe du monde | Remplaçant | 0 | 0 | 0 | 0 |
| 4. | 12 novembre 2017 | Angleterre | 6-36  | Coupe du monde | Pilier     | 0 | 0 | 0 | 0 |

### En club
| Saison    | Club           | Compétition           | Matchs | Points | Essais | Goals | Drops |
| --------- | -------------- | --------------------- | ------ | ------ | ------ | ----- | ----- |
| 2007-2008 | Limoux         | Championnat de France | 16     | 8      | 2      | -     | -     |
| 2008-2009 | Limoux         | Championnat de France | 21     | 8      | 2      | -     | -     |
| 2009-2010 | Limoux         | Championnat de France | 13     | 4      | 1      | -     | -     |
| 2010-2011 | Limoux         | Championnat de France | 22     | 12     | 3      | -     | -     |
| 2011-2012 | Limoux         | Championnat de France | 13     | 8      | 2      | -     | -     |
| 2012-2013 | Limoux         | Championnat de France | 15     | 4      | 1      | -     | -     |
| 2013-2014 | Limoux         | Championnat de France | 13     | -      | -      | -     | -     |
| 2013-2014 | London Broncos | Super League          | 2      | -      | -      | -     | -     |
| 2014-2015 | Limoux         | Championnat de France | 13     | 20     | 5      | -     | -     |
| 2015-2016 | Limoux         | Championnat de France | 8      | 16     | 4      | -     | -     |
| 2016-2017 | Limoux         | Championnat de France | 18     | 24     | 6      | -     | -     |
| 2017-2018 | Limoux         | Championnat de France | 13     | 4      | 1      | -     | -     |
| 2018-2019 | Limoux         | Championnat de France | 12     | 12     | 3      | -     | -     |
| 2019-2020 | Limoux         | Championnat de France | 10     | 8      | 2      | -     | -     |
| 2020-2021 | Limoux         | Championnat de France | 1      | -      | -      | -     | -     |